# Volker Fass
Volker Fass (* 6. Februar 1952 in Haitz) ist ein ehemaliger deutscher Fußballspieler.

## Karriere
Volker Fass spielte in der Jugendabteilung des SV Melitia Roth, bevor er zu Kickers Offenbach wechselte. Aus der Jugend der Kickers schaffte Fass den Sprung ins Profilager. Ab der Saison 1973/74 stand er im Kader des ungarischen Trainers Gyula Lóránt. Am 33. Spieltag gab Fass sein Debüt in der Bundesliga gegen den FC Bayern München, den Meister dieser Saison; sein Team verlor im Olympiastadion 0:1. Zur neuen Saison 1974/75 übernahm Otto Rehhagel das Traineramt bei den Kickers. In Rehhagels erster Saison war Fass sofort Stammspieler, in der zweiten Saison, als es bei den Kickers nicht wunschgemäß lief, war Fass hingegen oft Reservist. Auch der Trainerwechsel Anfang 1976, zu dem Zlatko Čajkovski, konnte den Abstieg zum Ende der Saison als Vorletzter nicht verhindern, so dass Fass mit den Kickers den Gang in die  2. Liga ging. Er spielte fortan in der Südstaffel, die mit dem dritten Platz abgeschlossen werden konnte. Fass traf die Entscheidung, die Kickers zu verlassen und in der Saison 1977/78 in der Nordstaffel beim VfL Osnabrück zu spielen, für die Fass zwölf Spiele bestritt. Danach wechselte in die USA zu den Oakland Stompers und spielte kurz in der North American Soccer League, allerdings zog es ihn schnell nach Deutschland zurück: Ab der Saison 1978/79 spielte er für den SC Freiburg, der grade in die 2. Liga aufgestiegen war. Er blieb drei Jahre, bevor er zum Stadtrivalen Freiburger FC wechselte, für den er ein weiteres Jahr in der 2. Liga spielte. Danach beendete er seine Karriere als Fußballspieler.

## Sonstiges
Fass studierte bereits während seiner Karriere als Fußballspieler Medizin und erlangte darin auch den Doktorgrad. Er ist Facharzt für Orthopädie und Unfallchirurgie und arbeitet in Freiburg in einer Praxis und betreibt eine eigene Privatklinik in Freiburg. Er ist zudem Mannschaftsarzt der Eishockey-Mannschaft Wölfe Freiburg.